# Jungshoved Sogn
Jungshoved Sogn 
ist eine Kirchspielsgemeinde (dän.: Sogn)
im Süden der Insel Sjælland im südlichen Dänemark.
Bis 1970 gehörte sie zur Harde Bårse Herred im damaligen Præstø Amt, danach zur Præstø Kommune im Storstrøms Amt, die im Zuge der  Kommunalreform zum 1. Januar 2007 in der Vordingborg Kommune in der Region Sjælland aufgegangen ist.
Im Kirchspiel leben 763 Einwohner (Stand: 1. Januar 2023).
Im Kirchspiel liegt die Kirche „Jungshoved Kirke“.
Nachbargemeinden sind im Südwesten Allerslev Sogn und im Westen Skibinge Sogn.